# ラファエル・ディアズ・アルベルティーニ
ラファエル・ディアズ・アルベルティーニ（Rafael Díaz Albertini、1857年8月13日 - 1928年11月11日）は、キューバ出身のヴァイオリニスト。ハバナ出身。
ホセ・ヴァンデルトグッチとアンセルモ・ロペスにヴァイオリンを習い、1870年にパリに留学。パリ音楽院でジャン・アラールに学び、1875年に一等賞を得て卒業した。
その後はフランスで活動し、1985年にはカミーユ・サン＝サーンスと世界各地を演奏して回ったこともある。
サン＝サーンスは、この旅の思い出として、アルベルティーニに「ハバネラ」を献呈した。
1894年に一時帰国した後は、フランスで生活し、パリ音楽院の教師となった。
マルセイユにて没。